# Dendriopoterium
Dendriopoterium är ett släkte av rosväxter. Dendriopoterium ingår i familjen rosväxter.
Kladogram enligt Catalogue of Life:
| Dendriopoterium | \| \| Dendriopoterium menendezii \| \| \| \| \| \| Dendriopoterium pulidoi \| \| \| \| |
|                 | \| \| Dendriopoterium menendezii \| \| \| \| \| \| Dendriopoterium pulidoi \| \| \| \| |
|                 | Dendriopoterium menendezii                                                             |
|                 |                                                                                        |
|                 | Dendriopoterium pulidoi                                                                |
|                 |                                                                                        |

## Bildgalleri

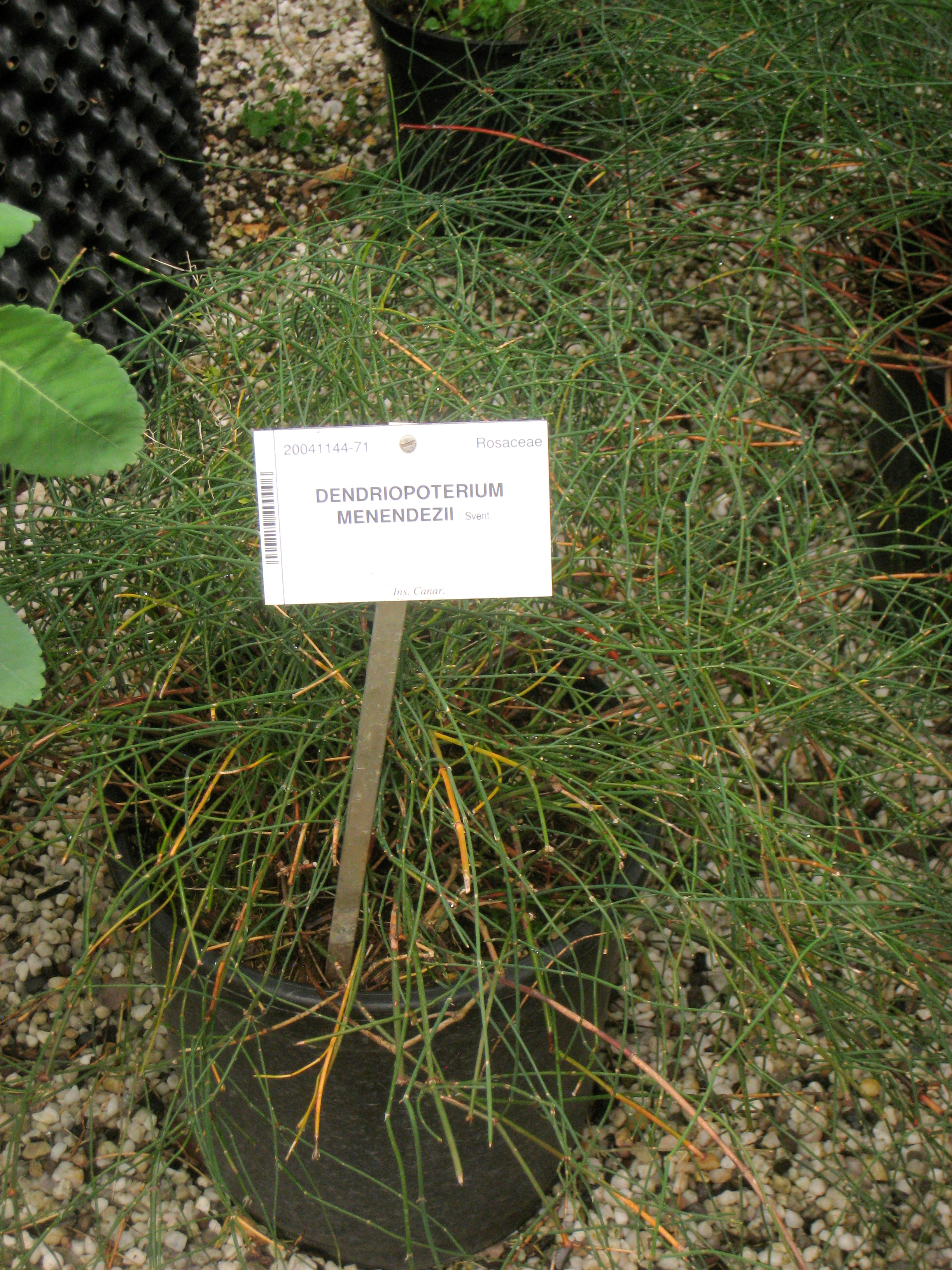
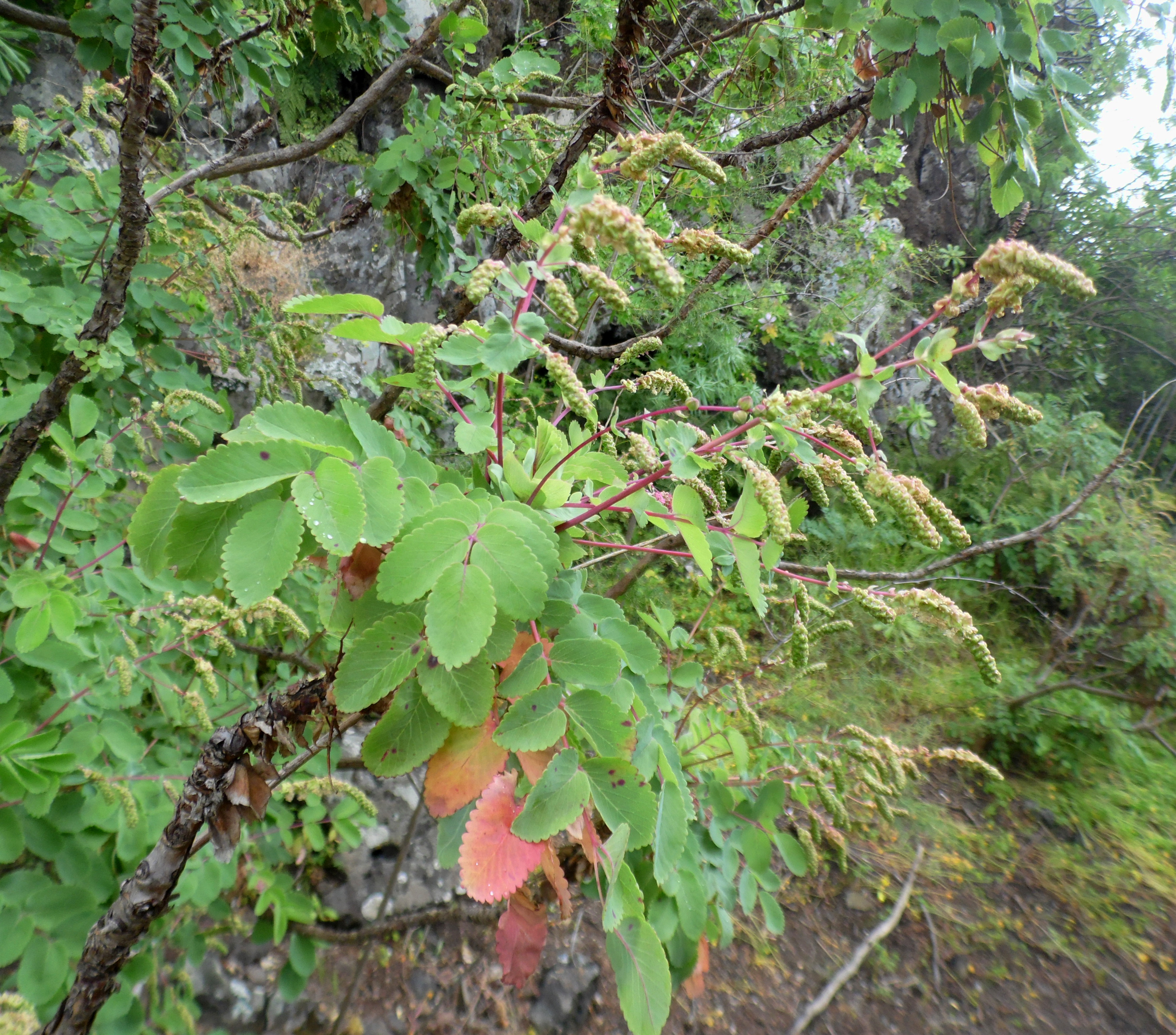
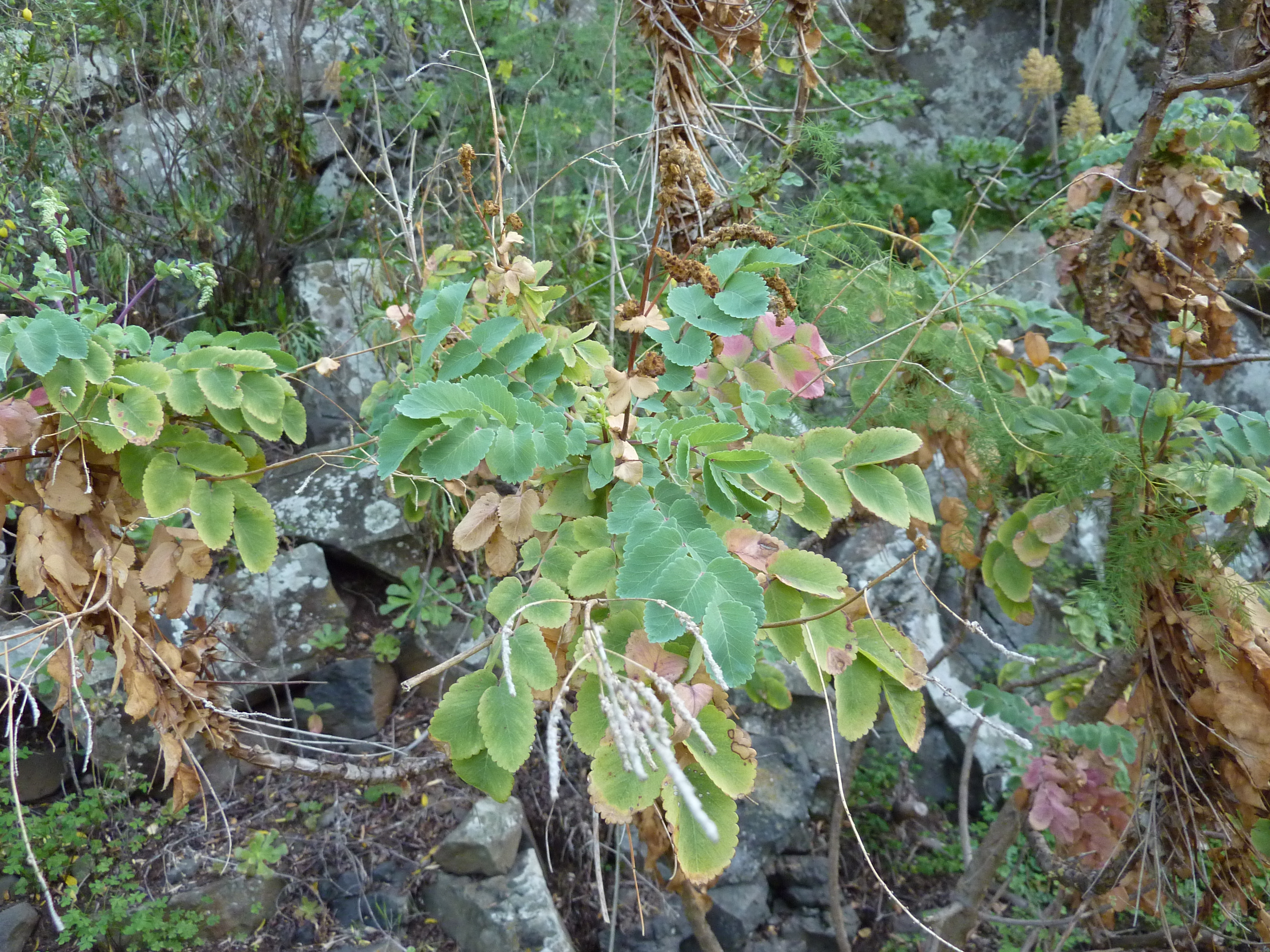
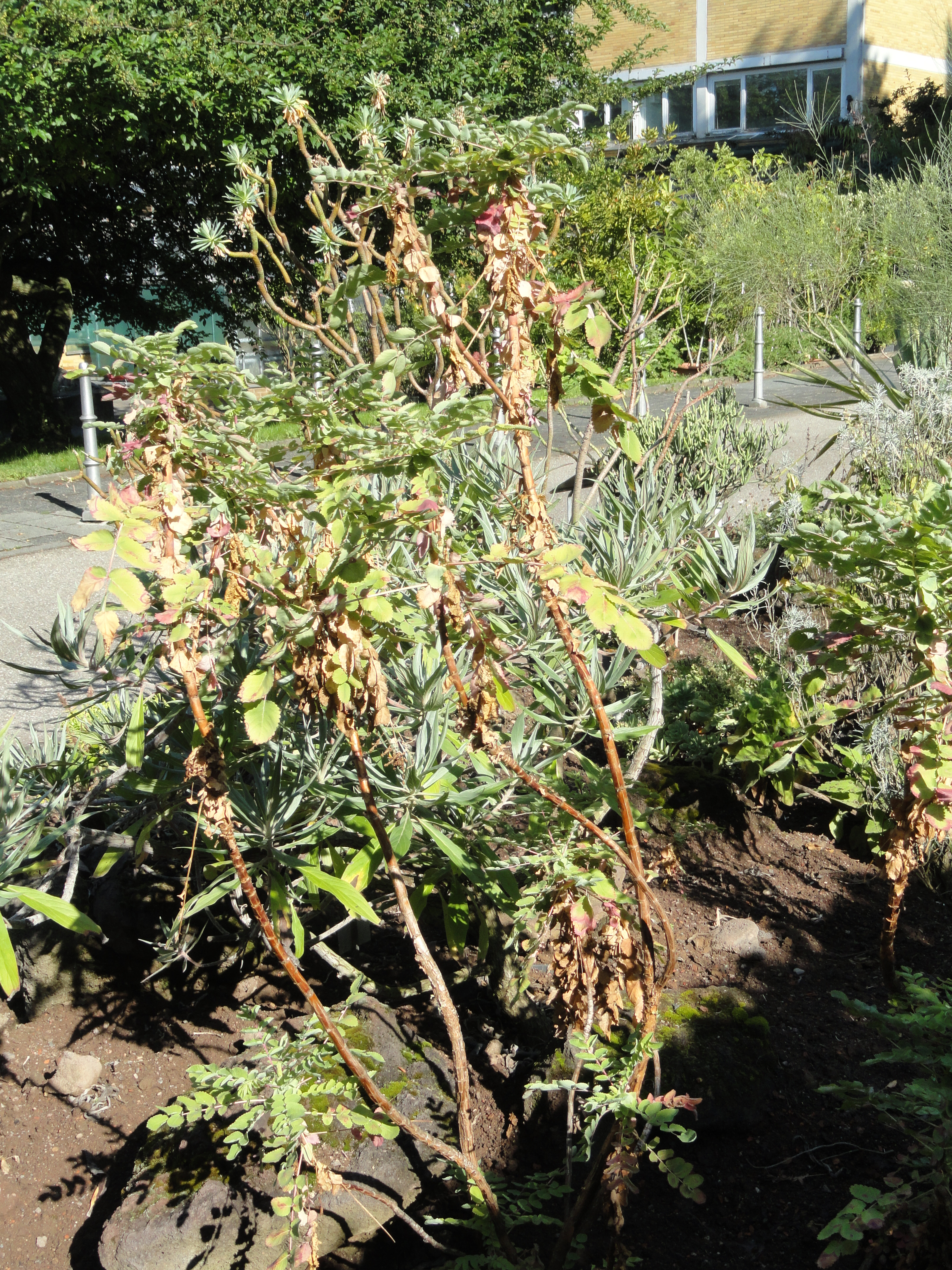
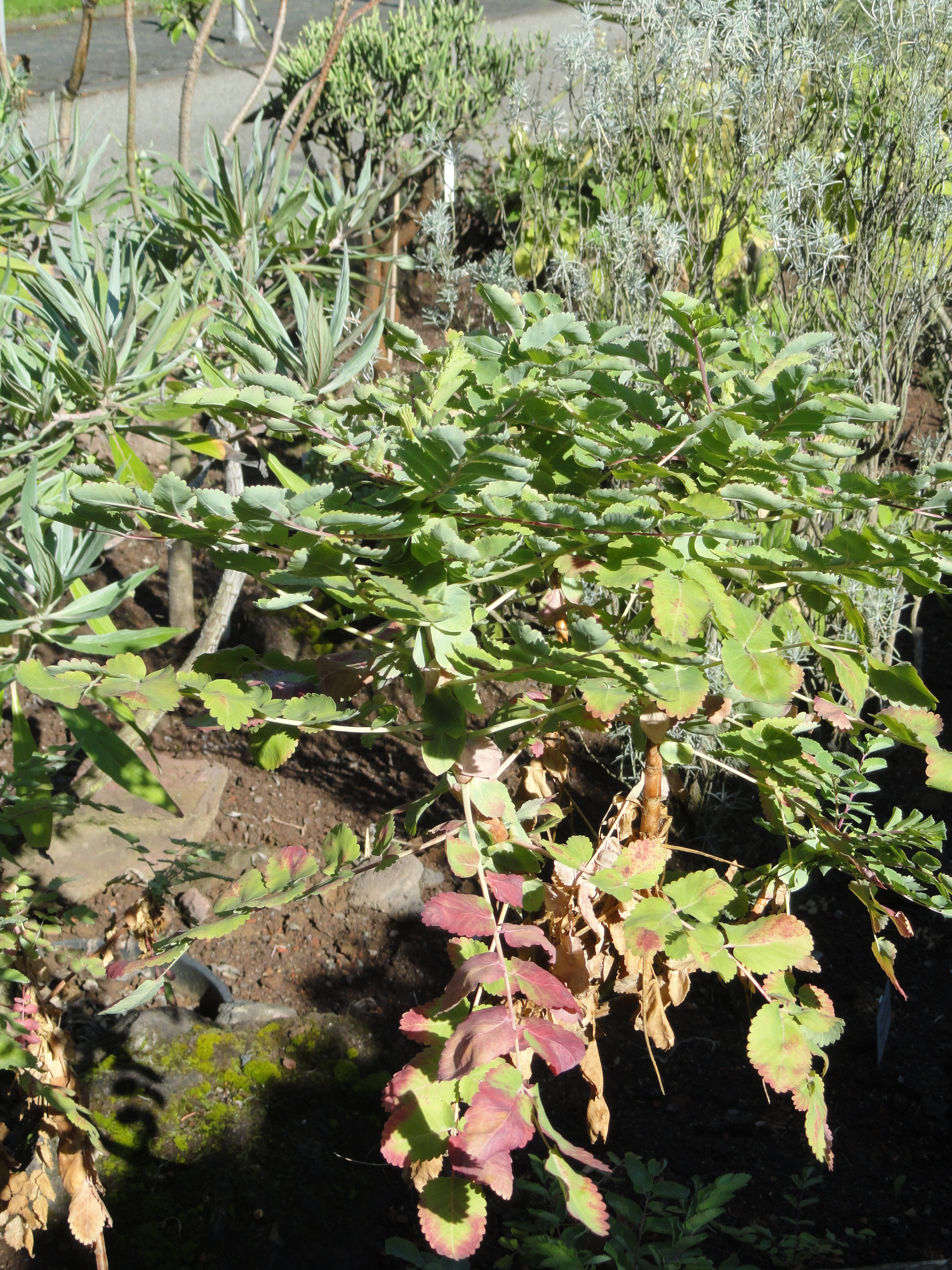
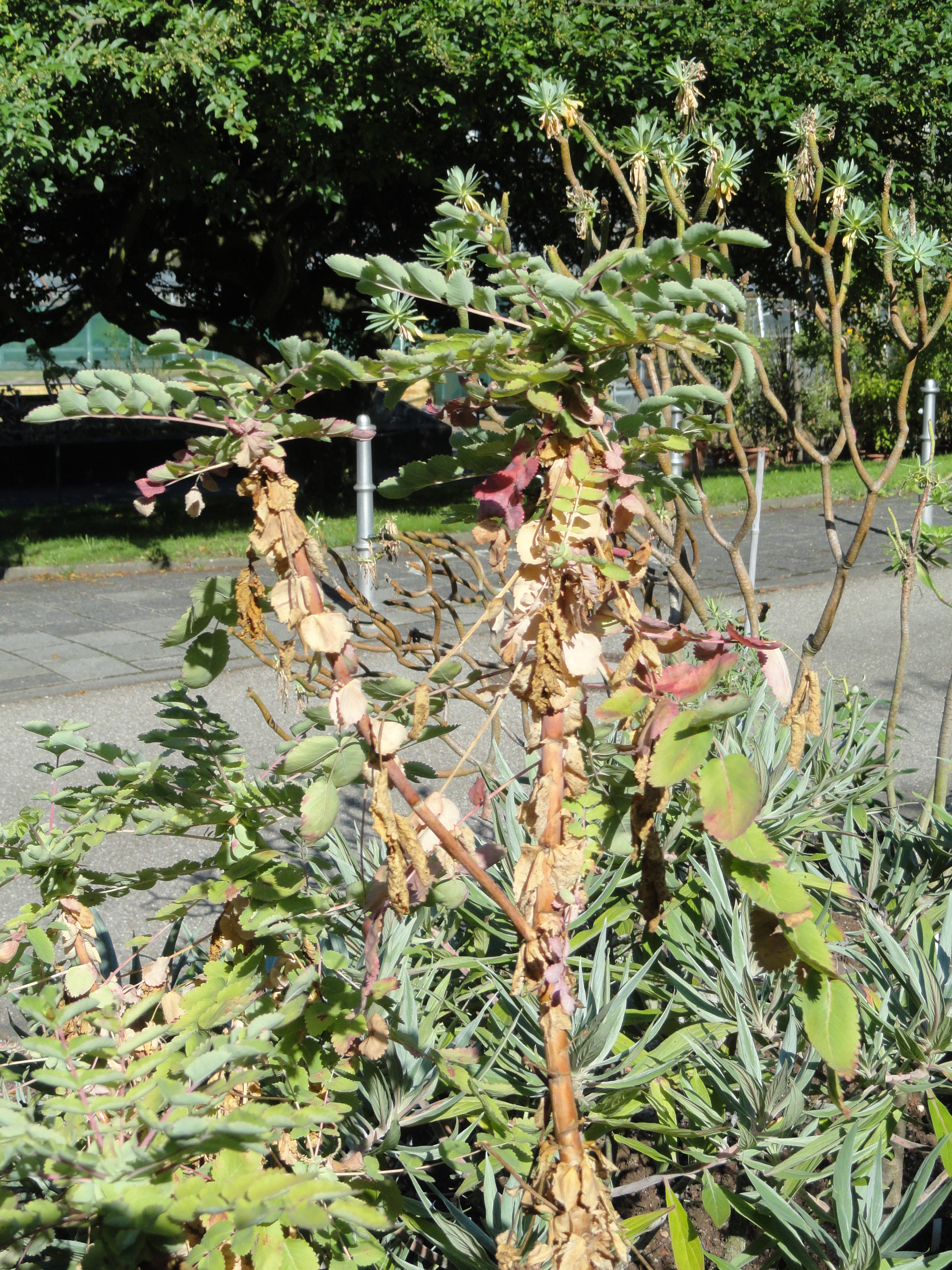